# Vestfjarðagöng

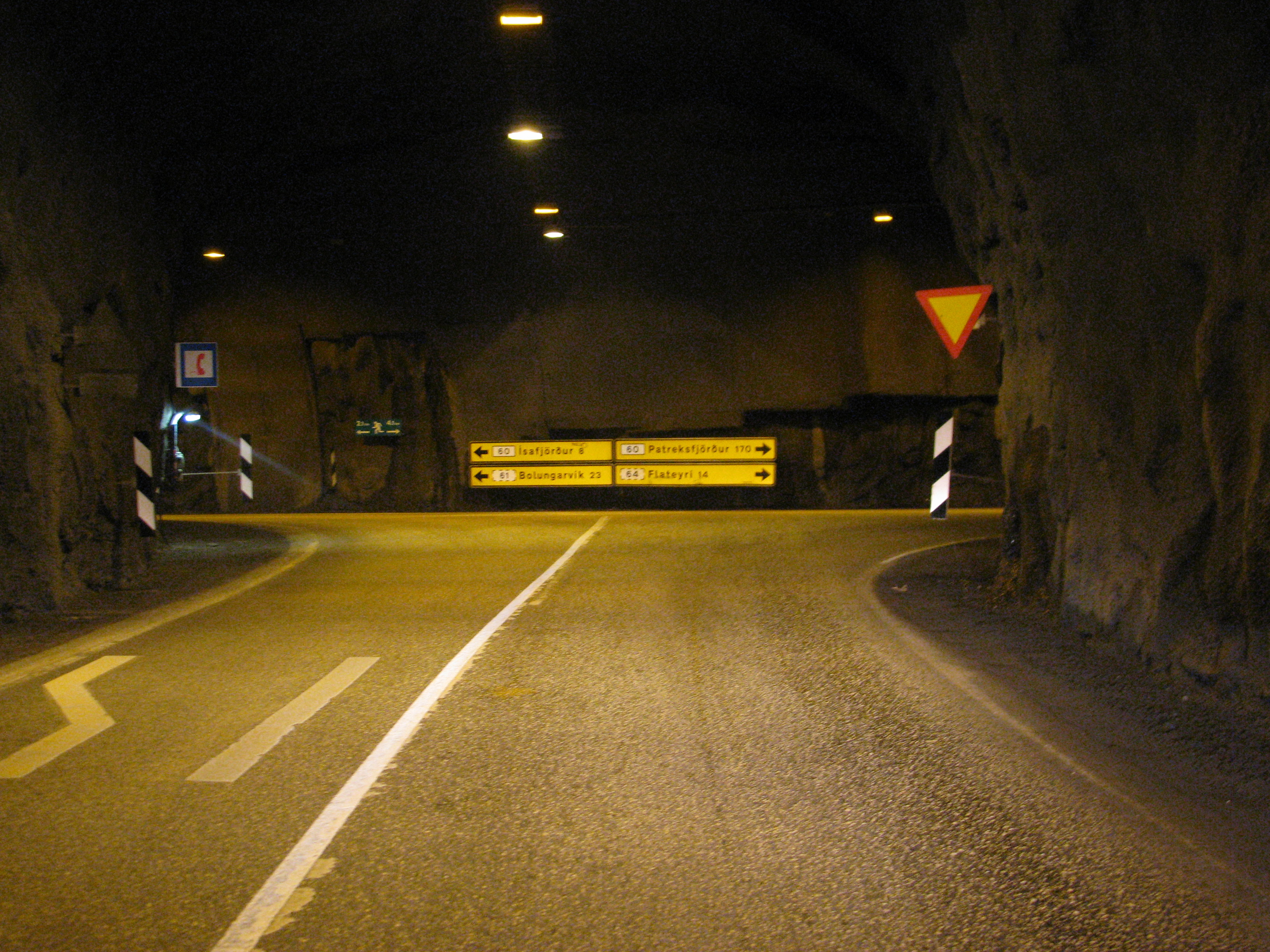
Křižovatka ve středu tunelu

Vestfjarðagöng je silniční tunel na severozápadě Islandu. Leží na poloostrově Vestfirðir na silnicích č. 60 a 65. Jeho výstavba započala v roce 1991; pro dopravu byl otevřen v prosinci 1995, ale dokončení všech prací se protáhlo až do září 1996.
Uprostřed Vestfjarðagöngu se nachází třísměrná křižovatka, na níž se setkávají jednotlivé větve tunelu: východní (od Ísafjörðuru), severozápadní (od Suðureyri) a jihozápadní (od Flateyri). S celkovou délkou 9 113 metrů se jedná o nejdelší samostatný tunel na Islandu.